# Мать (опера Желобинского)
«Мать» — опера В. В. Желобинского в 8 картинах по одноимённому роману Максима Горького. Авторы либретто А. Г. Прейс и Б. Е. Гусман. Премьера оперы состоялась 4 января 1939 года на сцене Ленинградского Малого оперного театра (ныне Михайловский театр). «Мать» стала первой оперой, поставленной по произведению Максима Горького.

## Постановки
4 января 1939 года — Малый оперный театр (Ленинград). Дирижёр Б. Э. Хайкин, режиссёр С. Г. Бирман, художник М. С. Варпех, хормейстеры Б. О. Нахутин и Е. Д. Лебедев, балетмейстер В. П. Чесноков. Партию Ниловны исполнила В. А. Овчаренко, Павла — А. Н. Коробейченко, Андрея Находки — Г. Н. Орлов, Саши — Ф. Л. Ратнер, Гусева — З. Я. Аббакумов, Горбова — Ф. А. Бараев.
25 марта 1939 года — Филиал Большого театра (Москва). Дирижёр В. В. Небольсин, режиссёр Т. Е. Шарашидзе, художник Б. И. Волков, балетмейстер Н. А. Глан. Партию Ниловны исполнила В. А. Давыдова, Павла — Я. И. Енакиев, Андрея Находки — А. А. Волков, Саши — О. Я. Леонтьева, Гусева — В. Н. Лубенцов, Горбова — В. С. Шевцов.

## История
Готовя московскую постановку оперы, режиссёр Т. Е. Шарашидзе и художник Б. И. Волков побывали в Сормове где происходили события романа «Мать». Они беседовали с участниками исторической Сормовской первомайской демонстрации 1902 года, изучали быт того времени. Т. Е. Шарашидзе вступил в переписку с прототипом главного героя романа Павла Власова — П. А. Заломовым. Он рассказал режиссёру о своей матери Анне Кирилловне, ставшей прототипом героини Пелагеи Ниловны.

## Критика
Критики (М. А. Гринберг, С. И. Корев) отмечали низкий уровень прозы и стихов либретто оперы. С. И. Корев приводил примеры стихотворных «перлов» оперы: «Может мучают тебя там, может бьют, // Пить и есть там вволю не дают» и «Сколько копоти пристало, // Зачерпнуть бы где водицы, // Сполоснуть маленько рожу // Да скорей, скорей пожрать». По мнению М. А. Гринберга, «Горький „изложен“ в либретто таким ужасным слогом, что разве только заглушающий всё оркестр и не очень ясная дикция певцов спасают Прейса от скандального провала». Он также указывал на недостатки сюжета либретто. В частности, три из восьми с цен происходят в одном помещении с теми же участниками. В ряде сцен поступки персонажей не логичны. По мнению М. А. Гринбера, существенная часть идей произведения Горького не нашла воплощения в опере, больше напоминающей лирическую мелодраму. Схожего мнения придерживался и А. А. Гозенпуд: «Ярчайшие драматические коллизии и конфликты повести получили бледное отражение в музыке . В ней отсутствовал революционный пафос». Оперу «Мать» он называл творческой неудачей Желобинского.
В качестве наиболее удачных музыкальных фрагментов С. И. Корев выделял увертюру и хор из «Камаринского мужика», открывающий шестую картину. М. А. Гринберг относил этот хор к лучшим страницам, созданным советскими композиторами. Большую же часть музыки, за исключением двух массовых революционных песен и отдельных фрагментов из партии Ниловны, он называл назойливо однотонной: «в ней — „светлая печаль“, моментами отдающая салонным жестоким романсом пополам с ложной, выспренной оперной патетикой».
С. И. Корев отмечал законченный образ Ниловны. Показана её психологическая эволюция, изменение характера. С этим отчасти соглашается М. А. Гринберг, отмечая однако, что её внутреннее перерождение происходит почти мгновенно. Образ Павла Власова, по мнению обоих критиков, не был в должной мере раскрыт.
Высоко оценивал С. И. Корев певицу В. А. Давыдову в партии Пелагеи Ниловны: «Вот образ, где творчески прочувствованы и мастерски отделаны каждая нота, каждое слово, где вся роль в целом всегда находится на высоте больших художественных обобщений, всегда трогательна и убедительна». М. А. Гринберг же отмечал излишнюю суетливость Ниловны — Давыдовой и считал, что артистка должна доработать этот образ.

### Книги
- «Мать», клавир (стеклогр.), изд. ГАТОВ им. С. М. Кирова, Л., 1938.
- Мать: Опера в 8 картинах. Музыка В. В. Желобинского. Либретто А. Г. Прейса по одноимённой повести М. Горького. Сборник статей к постановке в Государственном академическом малом оперном театре. — Л.: Издание Ленинградского академического малого оперного тетра, 1939. — 52 с.
- Львов М. М. П. Максакова, М.— Л., 1957, стр. 30.

### Статьи
- «Мать» на сцене Большого театра // «Вечерняя Москва», 15 сентября 1938.
- Репертуар оперного театра // «Советское искусство» (М.), 22 сентября 1938.
- К постановке оперы «Мать» (Беседа с Желобинским) // «Советский артист» (М.), 23 сентября 1938.
- В Большом театре Союза ССР в 1939 году // «Советское искусство» (М.), 24 сентября 1938.
- Опера «Мать» в филиале Большого театра // «Рабочая Москва», 23 октября 1938.
- Начало сезона в Большом театре СССР // «Правда», 25 октября 1938.
- Опера «Мать» в Большом театре (Беседа с постановщиком оперы режиссёром тов. Т. Шарашидзе) // «Рабочая Москва», 3 декабря 1938.
- Письмо П. А. Заломова. К постановке оперы «Мать» // «Советский артист» (М.), 5 декабря 1938.
- Опера «Мать» в Большом театре // «Литературная газета», 10 декабря 1938.
- «Мать» В Большом театре СССР // «Советское искусство» (М.), 14 января 1939.
- Театры Москвы к XVIII съезду ВКП(б) // «Декада московских зрелищ», 1939, № 5, стр. 1.
- Театры Москвы к XVIII съезду ВКП(б) // «Декада московских зрелищ», 1939, № 6, стр. 1.
- Навстречу XVIII съезду ВКП(б) // «Декада московских зрелищ», 1939, № 7, стр. 1.
- Да здравствует XVIII съезд ВКП(б)! // «Декада московских зрелищ», 1939, № 8, стр. 1.
- Максакова М. Образ Ниловны // «Декада московских зрелищ», 1939, № 8, стр. 12—13.
- Шарашидзе Т. «Мать». Опера В. Желобинского по повести М. Горького // «Декада московских зрелищ», 1939, № 8, стр. 12.
- Шарашидзе Т. Опера о революционной борьбе рабочего класса // «Советский артист» (М.), 11 марта 1939.
- Исполнители оперы «Мать» // «Декада московских зрелищ», 1939, № 9, стр. 16.
- Памяти Горького // «Декада московских зрелищ», 1939, № 9, стр. 3.
- Хроника // «Декада московских зрелищ», 1939, № 9, стр. 16.
- Лабковский Н., Берн Л. «Мать», На репетиции в филиале Большого театра // «Вечерняя Москва», 23 марта 1939.
- Максакова М. Образ Ниловны // «Советский артист» (М.), 23 марта 1939.
- Премьера оперы «Мать» // «Правда», 24 марта, 1939.
- Дзержинский И. Опера «Мать» в филиале Большого театра // «Правда» (М.), 26 марта 1939.
- Корев С. «Мать» в филиале ГАБТ // «Вечерняя Москва», 27 марта 1939.
- Роскин А. «Мать» Горького на оперной сцене // «Московский большевик», 27 марта 1939.
- Кригер В. Танцы в опере «Мать» // «Советский артист» (М.), 29 марта 1939.
- Гринберг М. Опера «Мать» в филиале Большого театра // «Советское искусство» (М.), 2 апреля 1939.
- Гринберг М. Опера «Мать» — В. Желобинского // «Советская музыка», 1939, № 5, стр. 9—19, с илл. и нот. илл.
- Роскин А. Размышления у афиши Большого театра  // «Московский большевик», 12 июня, 1939.
- Кор Е. Об опере и Большом театре //  «Литературная газета», 20 августа 1939.
- Театры в новом сезоне… Большой театр СССР // «Декада московских зрелищ», 1939, № 25, стр. 4.
- Солодовников А. Композитор и театр (Несколько слов о планах Большого театра) // «Советская музыка», 1949, № 4, стр. 14.